# Социологија насеља
Социологија насеља је социолошка дисциплина која проучава друштво у насељу, то јест у одређеном простору и друштвеној средини као делу глобалног друштва и социјалног систем, а који сачињавају нужности повезане друштвеним односима и процесима.

### Предмет социологије насеља
Предмет социологије насеља су људска насеља као целина и њихов развој, то јест проучавање оног дела друштвених појава, процеса и односа који постоје у ужим и ширим насељеним подручјима. Социологија насеља истражује и утврђује шта је опште, а шта посебно у друштвеним појавама, процесима и односима насеља, као и њихово место у друштвеној целини.

## Назив и подела социологије насеља
Дели се углавном на две основне области:
1. Социологија села, односно рурална социологија
2. Социологија града, односно урбана социологија

Постоји и схватање да су ове области социологије осамостаљене као самосталне дисциплине. У току развоја социологија насеља развијају се области које проучавају посебне делове социологије насеља као: социологија локалних заједница, социологија комуне, социологија задругарства. Проучава се и комбинација градских и сеоских насеља, тзв. "Урбаног насеља" где је теско одредити границу између села и града.

## Односи социологије насеља према другим научним дисциплинама
Социологија насеља је уско повезана са другим научним дисциплинама из којих преузима одређена сазнања неопходна за изучавање комплексног живота људи у насељу. Такође и друге дисциплине користе сазнања социологије насеља у својим истраживањима.

### Општа социологија
Као посебна дисциплина социологија насеља уско је повезана са општом социологијом. Приликом проучавања друштвених појава, процеса и односа у насељу, социологија насеља користи општа начела законитости које је сазнала општа социологија. Разлике: социологија насеља истражује део друштвене стварности, а општа социологија друштво у његовој свеобухватности.

### Географија
Изучавање географских фактора је од великог значаја у проучавању друштвених појава у насељу. За социологију насеља је веома битно да на основу географских истраживања прецизира појам средине.

### Демографија
Даје квантитативну слику друштвене структуре а то је оно од чега се полази приликом истраживања друштвених феномена у насељу.

### Екологија
Јер основу у развоју екологије чини средина. Разликују се људска и природна екологија.

### Људска екологија
Учење о међузависности институција људских група у социологији простору. У социологији посебно се изучава утицај природне околине на човека, као и утицај човека на природу.

## Развој и обележја социологије насеља
Историја истраживања социолошких проблема веома је стара, још из античког периода постоје писани трагови који обухватају социолошке проблеме насеља. У средњем веку такви писани документи су реткост. Док почетком XIX века појављује се мноштво докумената и анализира у погледу соц.проблема. Значајни друштвени проблеми XX века иницирали су развој и настанак социологије насеља као самосталне дисциплине. Иако се соц.насеља конституише релативно касно њени поједини делови развијали су се у оквиру других наука и уметности, а посебно соц.политике која се интересује првенствено: за човека и његову егзистецију, способност за Рад и напредовање у животу.

### Појам и предмет социологије града
Најпознатије претече социологије града су Платон, Аристотел, Ибн Калдун, социјални утописти. Основни теоријски правци у социологији града су: еколошки историјски, друштвено-географск, друштвено-морфолошки, марксистички.
Проучавањем града бавиле су се разне дисциплине, а сам предмет социологија града карактерише да приступа проблему града са тог становишта анализа разноврсних појава из градског живота мора бити повезана са градским животом у целини, тј.анализа градског живота мора бити повезана са његовом организацијом, са функционисањем и колективним динамизмом.

### Град у социологији Макса Вебера
Вебер је написао једно од најславнијих дела о граду. Код нас је то дело објављено под називом "Нелегитимна власт" као део дела "Привреда и друштво". Његово проучавање градова се уклапа у целину његове социолошке замисли чији је циљ да објасни главни процес рационализације и с њим у вези рационалност западне цивилизације, а циљ рационализације је највећа ефикасност у друштву.
Вебер је западноевропски град представља као место стварања нових форми власти: "Град је: насељено мијесто, дакле насеље са кућама које су тесно збијене и повезане, тако обимно повезану насеобину да се становништво међусобно не познају, као што је то специфично за групу суседа "Оригиналност западног града се састоји у томе што сачињава град општину. Да би сачињавао градску општину насеље мора имати бар сложен занатско-трговински центар и сличне одлике : 1) утврдјење, 2) тржиште, 3) сопствени рад и бар делимично сопствено право, 4) карактер организационе групе и у вези с тим, 5) бар делимичну аутономију. Од ових карактеристика општине за вебера је најважније постојање аутономне управе, односно институција, организоване групе грађана која је заступана као таква.

### Цвијићева социо-географско проучавање вароши
Најпознатије дело "Балканско полуострво". За социологију насеља је битно његово дело "Антропогеографски проблеми Балканског полуострва". У проучавању насеља примењивао је посматрање као основне методски поступак. Своја антропогеографска истраживања започео је анализом географског положаја и врсте насеља. На положај села, вароши, варошица највише утичу природни услови али су од значаја: врста својине, економија и историјске прилике.
Утицај географске средине је по Цвијићу јачи што су људске групе примитивније. Више су везане за земљу и природу. То означава да географска средина више утиче на село и сељаштво него на град и грађанство. Цвијић је на балкану уочио четири културна појаса:
1. Визант-цинцарски
2. Патри
3. Италијански
4. Средњоевропски

Помно је истраживао и сеобе становништава. Ограничио се на сеобе између села и појединих области, а сеобе село-град мање је обрађивао мада су драматичније и други теоријски значајније. Имао је против велеградски став. Писао је о негативним биолошким и моралним последицама велеградског живота.

### Будућност градова
О смислу и перспективама савременог велеграда постоје различита гледишта. Критичари велеграда истичу да је то увек град, тј.погодно место за концентрацију моћи, за превласт бирократије и технократије. Велеград је вештачка, техничка средина, угрожава природу, жариште је појава соц.девијантних, сегрегације, свеколиког отуђења. С друге стране велеград је највеће достигнуће човечанства, место из којег зрачи цивилизација, у којем се формира историјска иницијатива, и место револуције, место слободе.